# Herbie Harper
Herbie Harper, né le 2 juillet 1920 à Salina, dans le Kansas, et mort le 21 janvier 2012, est un tromboniste de jazz américain. C'est un représentant du jazz West Coast.

## Biographie
Originaire du Kansas, Herbie Harper joue de 1944 à 1947 dans l'orchestre de Charlie Spivak. En 1947, il s'installe en Californie. Au début de la décennie suivante, il fait partie de la génération qui crée le style West Coast. Plusieurs albums paraissent sous son nom sur les labels indépendants Mode Records, Tampa Records, Nocturne Records. Il y joue accompagné de Marty Paich, Red Mitchell, Mel Lewis, Bob Enevoldsen, qui, à cette occasion, délaisse le trombone pour le saxophone ténor, Bud Shank ou Harry Babasin.
Il travaille pourtant essentiellement pour les studios californiens et pour des grands orchestres, ceux de Benny Goodman ou Charlie Barnet. Il réapparaît dans les années 1980, pour enregistrer avec Bill Perkins.

## Sources
- Courte biographie sur le site Allmusic.com
- Alain Tercinet, 1986, West Coast Jazz, collection Epistrophy, Editions Parenthèses, Marseille.